# Système d'adressage japonais
Le système d’adressage (住居表示, jūkyo hyōji) japonais est utilisé pour identifier chaque lieu au Japon. Ce système diffère des normes de présentation de l’adresse postale occidentale, puisqu’il commence par le lieu géographique le plus général pour se terminer par le plus spécifique.

## Histoire
La loi japonaise sur le système d’adressage a été promulguée le 10 mai 1962, afin de rendre les zones urbaines mieux identifiables et faciliter ainsi la livraison du courrier. Elle est venue modifier le système utilisé depuis l’ère Meiji.
Pour des raisons historiques, des noms de lieux étaient identiques. À Hokkaidō, par exemple, de nombreux lieux possèdent un nom identique à d’autres lieux du Japon, résultat d’une immigration d’habitants du reste du Japon ; les historiens ont noté que Hokkaidō possède de nombreux endroits dont le nom provient de localités de la région du Kansai et du nord de Kyūshū.

## Principe
Le Japon est divisé en 47 préfectures (都道府県, todōfuken). Ces préfectures sont divisées en villes (市, shi), en bourgs (町, chō/machi), en villages (村, mura/son) ou, pour une partie de préfecture de Tokyo, en arrondissements spéciaux (特別区, tokubetsu-ku) . Les bourgs et villages sont souvent regroupés en districts ruraux (郡, gun).
Ces municipalités (市区町村, shikuchōson) sont divisées en quartiers (町, machi) ou sections de villages (大字, ōaza), sauf certaines grandes villes comme Osaka et Kyoto qui sont d'abord divisées en arrondissements (区, ku) avant d'être divisées en quartiers. Certaines sections de villages voire certains quartiers sont subdivisés en petites sections de villages, appelées 小字 (koaza). On désignera par la suite par « quartier » indifféremment les machi ou les couples formés par un ōaza (ou machi) et un koaza.
Ces quartiers sont à leur tour divisés en « blocs de bâtiment » (街区, gaiku), regroupant des numéros de bâtiment. Le numéro des blocs de bâtiment (suivi dans les adresses non abrégées par le caractère 番, ban) est généralement attribué dans l’ordre de proximité par rapport à la mairie : plus le chiffre est grand, plus le bloc est éloigné de la mairie. Les bâtiments ne sont pas numérotés de façon séquentielle par rapport à leur situation sur une voie (les rues n’ont généralement pas de nom), mais plutôt en fonction de leur date de construction. Dans les adresses non abrégées, le numéro de bâtiment est suivi du caractère 号, gō.
On note que les lieux « Nagatachō 1-chōme » et « Nagatachō 2-chōme » sont administrativement deux quartiers (machi) différents. Autrement dit, chōme ne désigne pas une sous-division d'un quartier qui serait alors Nagatachō, même si, familièrement, les choses sont fréquemment considérées ainsi. Dans la suite de l'article, les chōme sont décrits comme des « districts urbains », pour aider à la compréhension, même si cela ne correspond à aucune entité légale japonaise.

## L’adresse

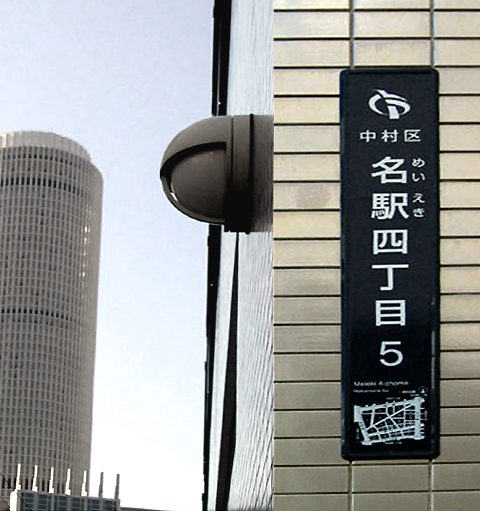
Une indiquant l'adresse Nakamura-ku, Meieki 4-chōme, 5-banchi (à Nagoya).

Les adresses japonaises commencent par la plus grande division du pays : la préfecture. Elles sont généralement nommées ken (県), mais il existe trois autres noms spéciaux : to (都) pour la préfecture de Tokyo, dō (道) pour la préfecture de Hokkaidō, et fu (府) pour les préfectures urbaines d’Osaka et de Kyoto.
Sous la préfecture, se trouve la municipalité. Pour les grandes municipalités, il s’agit de la ville, (shi, 市). La métropole de Tōkyō possède des villes ordinaires et des arrondissements spéciaux, chacun constituant une municipalité urbaine à lui seul. Pour les municipalités plus modestes, les adresses doivent inclure le district (gun, 郡), suivi du nom du bourg (chō ou machi, 町) ou du village (mura ou son, 村).
L’élément suivant de l’adresse est l’emplacement dans la municipalité. Plusieurs villes possèdent des quartiers (ku, 区), qui à leur tour peuvent être divisés en chō ou machi (町).
Les trois derniers éléments de l’adresse dans le système jūkyo hyōji sont le district urbain (chōme, 丁目), le bloc (ban, 番) et le numéro de l’habitation (gō, 号). La numérotation du district et celle du bloc sont généralement assignées en fonction de la proximité avec le centre de la municipalité. La numérotation de l’habitation est généralement attribuée dans l’ordre des aiguilles d’une montre autour du bloc.
Les trois derniers éléments de l’adresse dans le système chiban (dans les régions où le système jūkyo hyōji n’a pas été mis en place) sont le district urbain (chōme, 丁目), le numéro de lot (banchi, 番地) et l’extension du numéro de lot. Le numéro de lot et l’extension du numéro de lot désignent un terrain enregistré au service du cadastre. Une extension du numéro de lot est assignée lorsqu’un terrain est divisé en plusieurs parcelles cadastrales.
Ces trois éléments sont généralement écrits comme une chaîne, 1-2-3, en commençant par le numéro du « chōme », suivi du numéro du ban et terminé par le numéro du gō. Lorsqu’il s’agit d’habitations en immeuble, il n’est pas rare d’ajouter un quatrième nombre : celui du numéro de l’appartement.
Ce système des trois numéros, relativement récent, n’est pas appliqué dans certains secteurs, comme les quartiers anciens des villes ou les zones rurales peu peuplées, où seul le banchi est écrit après le machi ou le koaza.
Les noms de rues sont rarement utilisés, excepté à Kyōto et dans quelques villes de Hokkaidō qui utilisent officiellement cette unité à la place du bloc de bâtiment. Les blocs offrent quelquefois une forme irrégulière car les numéros de ban ont été attribués par l'ancien système dans l’ordre d’inscription au cadastre. Cette irrégularité se remarque surtout dans les quartiers anciens. Quelques rues ont toutefois des noms qui sont utilisés à des fins touristiques ou commerciales, sans être utilisées pour l'écriture des adresses.
C’est pour cette raison que lorsque l’on indique une direction vers un lieu, la plupart des gens fourniront des indications telles que les intersections, les éventuels repères visuels et les stations de métro. De nombreuses entreprises impriment un plan sur leurs cartes de visite. En outre, des signalisations sont souvent attachées à des poteaux pour indiquer le nom du district et le numéro de bloc où l’on se trouve, et un plan détaillé des environs est quelquefois affiché au niveau des arrêts de bus et des sorties de gare.
Depuis la réforme de 1998, en plus de l’adresse elle-même, tous les lieux du Japon possèdent un code postal. Il s’agit d’un nombre à 3 chiffres suivi d’un tiret puis d’un nombre à 4 chiffres, tel que 123-4567. Une marque postale (〒) peut précéder ces nombres pour indiquer qu’il s’agit d’un code postal.

## Écriture de l’adresse

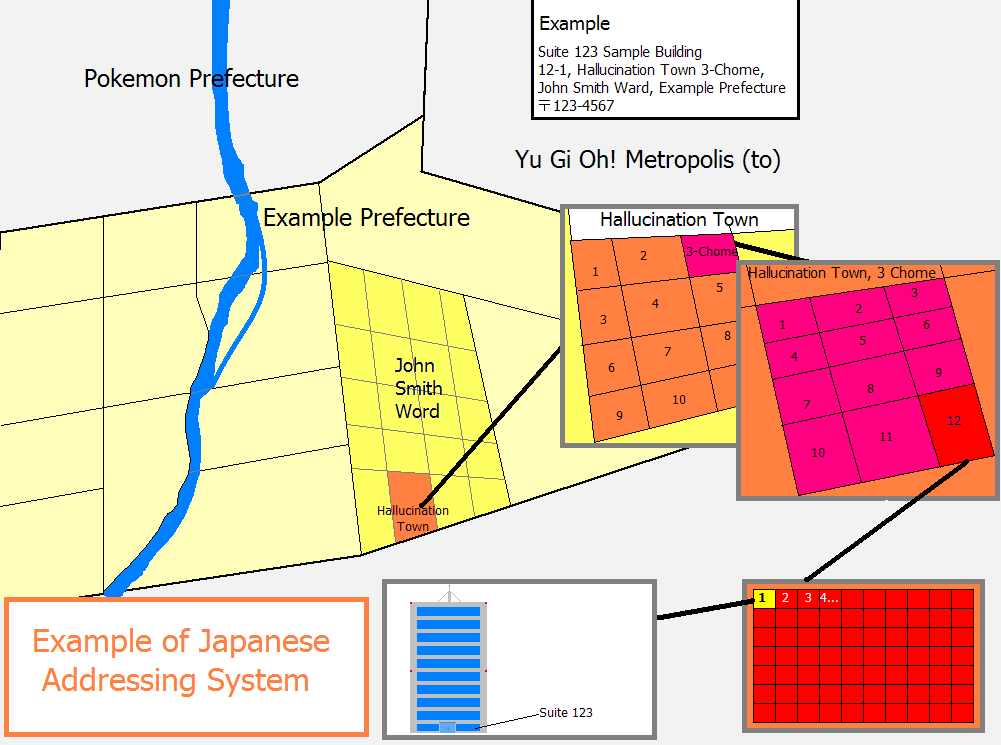
Exemple du système d’adressage japonais

L’adresse japonaise est écrite en commençant par la zone la plus large jusqu’à la plus restreinte, avec le nom du destinataire en dernier. Par exemple, l’adresse de la Poste centrale de Tokyo est :
〒100-8994 
 東京都中央区八重洲一丁目5番3号 
 東京中央郵便局
〒100-8994 
 Tōkyō-to Chūō-ku Yaesu 1-Chōme 5-ban 3-gō 
 Tōkyō Chūō Yūbin-kyoku
ou
〒100-8994 
 東京都中央区八重洲1-5-3 
 東京中央郵便局
〒100-8994 
 Tōkyō-to Chūō-ku Yaesu 1-5-3 
 Tōkyō Chūō Yūbin-kyoku
Par contre, pour respecter les conventions occidentales, l’ordre est inversé lorsque l’adresse est écrite en rōmaji. Le format recommandé par la poste japonaise est le suivant :
Tokyo Central Post Office
5-3, Yaesu 1-Chome
Chuo-ku, Tokyo 100-8994
Dans cette adresse, Tōkyō correspond à la préfecture, Chūō-ku à l’un des arrondissements spéciaux, Yaesu 1-Chome au nom du quartier et au numéro du district, 5 au numéro du bloc et 3 au numéro de l’immeuble. Il est également courant de supprimer le mot chōme et d’utiliser la forme courte :
Tokyo Central Post Office
1-5-3 Yaesu, Chuo-ku
Tokyo 100-8994.

## Exemple
L’adresse de l’Ambassade de France au Japon est « 106-8514 Tōkyō-to Minato-ku Minami-Azabu 4-11-44 » (〒106-8514 東京都港区南麻布4-11-44, qui écrite à l'occidentale donne 4-11-44 Minami-Azabu, Minato-ku, Tōkyō 106-8514). La notation en kanjis yon-chōme 11-ban 44-gō (四丁目11番44号, yon signifiant « quatre ») est également possible.
On trouve donc dans l'ordre :
- 106-8514, le numéro de registre cadastral ou code postal ;
- Tōkyō-to, la préfecture ;
- Minato-ku, l’arrondissement ;
- Minami-Azabu, l’un des trente quartiers de l'arrondissement ;
- 4 est la section de quartier ;
- 11 est le bloc de bâtiment ;
- 44 est le numéro d'immeuble.

L'adresse de la Tour de Kyōto est ainsi « 600-8216 Kyōto-fu Kyōto-shi Shimogyō-ku Higashi-Shiokōji 721-1 » (〒600-8216 京都府京都市下京区東塩小路721-1) : les quartiers étant petits, on ne trouve pas de sections de quartier.

## Exceptions
Plusieurs localités utilisent des systèmes d’adressage spéciaux, certains intégrés dans le système officiel, comme celui de Sapporo, tandis que celui de Kyōto est totalement différent mais utilisé parallèlement au système officiel.

### Kyoto

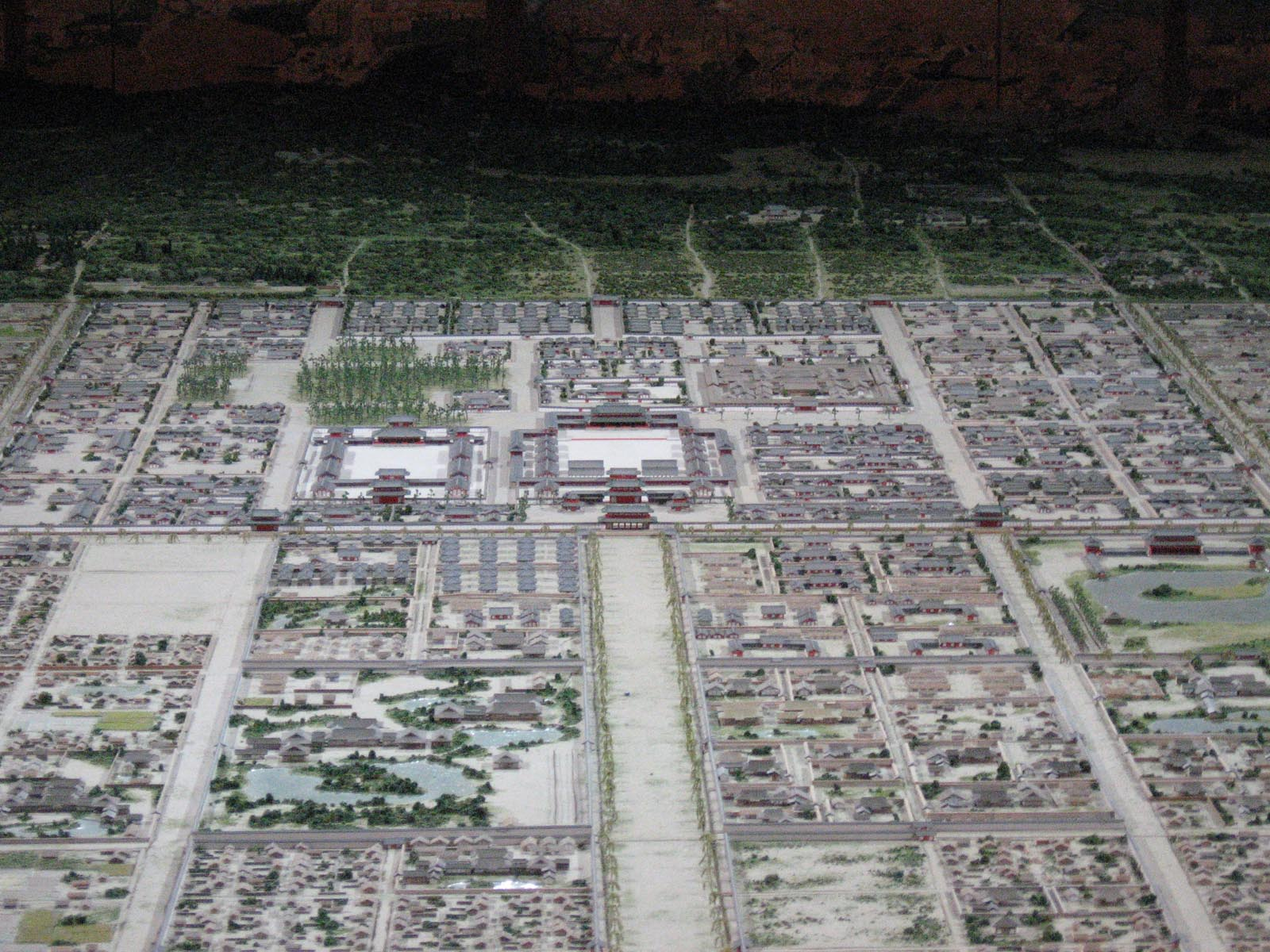
Kyōto a été aménagé sur un plan en damier en 794 (Heian-kyō), et son système d'adressage est basé sur cette organisation.

Bien que le système officiel soit utilisé à Kyōto, dans le style Chiban avec le quartier (区, ku), le district (丁目, chōme), et le numéro de lot (番地, banchi), les chō (町) sont très petits, nombreux et peuvent avoir un nom identique à un autre chō du même quartier, rendant le système extrêmement confus. En conséquence, les habitants de Kyōto utilisent un système non officiel basé sur les noms des rues, une forme de géographie vernaculaire. Ce système est reconnu par la poste et les agences gouvernementales.
Pour plus de précision, l’adresse basée sur les rues peut être donnée, suivi du chō et du numéro de lot. Lorsque plusieurs maisons partagent le même numéro de lot, il conviendra alors de préciser le nom (nom de famille ou nom complet) du résident, lequel est généralement affiché devant la maison, souvent de manière décorative, à l’instar des numéros de maison que l’on trouve dans d’autres pays.
Le système repose sur le nommage des intersections de rues ; on indique ensuite si l’adresse se situe au nord (上ル, agaru, "monter"), au sud (下ル, sagaru, "descendre"), à l’est (東入ル, higashi-iru, "entrer à l’est") ou à l’ouest (西入ル, nishi-iru, "entrer à l’ouest") de l’intersection. Cependant, les deux rues de l’intersection ne sont pas traitées de manière symétrique : la rue dans laquelle se trouve le bâtiment est nommée, puis la rue transversale voisine, enfin l’adresse est spécifiée par rapport à cette rue transversale. Un bâtiment peut donc avoir plusieurs adresses en fonction de l’intersection choisie avec la rue principale.
L’adresse officielle de la Kyōto Tower est :
〒600-8216
京都府京都市下京区東塩小路721-1
600-8216, Kyōto-fu, Kyōto-shi, Shimogyō-ku, Higashi-Shiokōji 721-1
Cependant, l’adresse informelle de la Kyōto Tower est :
〒600-8216
京都府京都市下京区烏丸七条下ル
600-8216, Kyōto-fu, Kyōto-shi, Shimogyō-ku, Karasuma-Shichijō-sagaru
L’adresse ci-dessus signifie « au sud de l’intersection des rues Karasuma et Shichijō » (plus précisément « sur Karasuma au sud de Shichijō », Karasuma étant dans la direction nord-sud, et Shichijō étant la transversale est-ouest).  L’adresse aurait pu également être donnée comme ceci : 烏丸通七条下ル (avec la rue (通, dōri) insérée), indiquant clairement que l’adresse est dans la rue Karasuma.
Le système est cependant flexible et permet différentes alternatives, comme :
京都府京都市下京区烏丸塩小路上ル
Kyōto-fu, Kyōto-shi, Shimogyō-ku, Karasuma-Shiokōji-agaru 
"(dans) (la rue) Karasuma, monter (au nord de) (la rue) Shiokōji"
Pour les bâtiments moins connus, l’adresse officielle est souvent donnée après l’informelle, comme celle du restaurant Shinatora Ramen :
京都府京都市下京区烏丸通五条下ル大坂町384
Kyōto-fu, Kyōto-shi, Shimogyō-ku, Karasuma-dōri-Gojō-sagaru, Ōsakachō 384
"Ōsakachō 384, (dans) la rue Karasuma, descendre (au sud de) Gojō"

### Sapporo
Le système appliqué à Sapporo, bien qu’officiel, diffère dans sa structure des adresses japonaises communes. La ville est divisée en quatre en son centre par deux rues qui se croisent. Les blocs sont ensuite nommés en fonction de leur distance avec cette intersection. La distance est-ouest est indiquée par le chōme (son usage est cependant légèrement différent comparé aux autres villes), tandis que la distance nord-sud est indiquée par le jō, incorporée au nom du chō.
L’adresse de la Sapporo JR Tower est :
札幌市中央区北5条西2丁目5番地
Sapporo-shi, Chūō-ku, Kita-5-jō Nishi-2-chōme 5-banchi
L’adresse indique le cinquième bâtiment dans le bloc situé à cinq blocs au nord (kita, 北) et à deux blocs à l’ouest (nishi, 西) du centre.
Bien que les rues de Sapporo forment une grille assez régulière en centre-ville, au-dehors, il est plus difficile d’utiliser le point d’origine traditionnel. Dans ce cas, un autre point de division est désigné arbitrairement à partir duquel les chōme et les jō sont calculés.

### Préfecture d’Ishikawa
Certaines villes de la préfecture d’Ishikawa, comme les villes de Kanazawa et de Nanao, utilisent parfois les Katakana dans l’ordre Iroha à la place des numéros pour les blocs. Ces Katakana sont appelés bu (部).
Par exemple, l’adresse de l’hôtel Kagaya , situé à Nanao est :
〒926-0192
石川県七尾市和倉町ヨ80
926-0192, Ishikawa-ken, Nanao-shi, Wakuramachi yo 80